# Pseudosfera

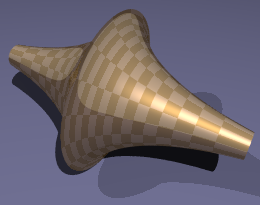

Pseudosfera – powierzchnia obrotowa utworzona przez obrót traktrysy wokół jej asymptoty. Była analizowana przez Eugenio Beltramiego w 1868 roku.
Oznaczając przez {\displaystyle r} maksymalną odległość punktów tej powierzchni od jej osi (tzw. promień pseudosfery), dostaniemy dla pseudosfery:
- pole powierzchni: {\displaystyle S=4\pi r^{2},}
- objętość przestrzeni ograniczonej pseudosferą: {\displaystyle V={\tfrac {2}{3}}\pi r^{3},}
- krzywizna Gaussa: {\displaystyle K={\frac {-1}{r^{2}}}} (z wyłączeniem osobliwości na brzegu).

Pseudosfera jest powierzchnią stałej ujemnej krzywizny odwrotnie proporcjonalnej do kwadratu promienia, podobnie jak sfera, tyle, że ta druga ma krzywiznę ze znakiem dodatnim. Dlatego też, o ile na sferze lokalnie realizuje się geometria eliptyczna, o tyle na pseudosferze lokalnie realizuje się geometria hiperboliczna. Pseudosfera ma pole powierzchni równe polu zwykłej sfery o takim samym promieniu. Objętość przestrzeni ograniczonej pseudosferą o promieniu {\displaystyle r} jest równa połowie objętości kuli o promieniu {\displaystyle r.}